# Movimiento por la Democracia-La Red
Movimiento por la Democracia-La Red (Movimento per la Democrazia - La Rete) fue un partido político italiano liderado por Leoluca Orlando.
Formado por Leoluca Orlando el 24 de enero de 1991, mientras que el alcalde de Palermo con el objetivo de revitalizar las tradiciones morales de la democracia en Italia y también como un fuerte movimiento contrario a la Mafia. Inicialmente ligado a Democracia Cristiana, rápidamente rompió sus relaciones con este partido debido a la vinculación con la mafia de este. El partido tuvo éxito en la obtención de cargos de elecciones locales en Sicilia, manteniendo la alcaldía de Palermo en 1993. Participó en la Alianza de los progresistas, que incluía a Alianza Democrática, la Federación de los Verdes, el Partido de la Refundación Comunista, el Partido Democrático de la Izquierda, el Partido Socialista Italiano y Cristianos Sociales, que disputó sin éxito las elecciones generales de Italia de 1994 a la Casa de las Libertades de Silvio Berlusconi.
El partido cambió su nombre por el de La Red para el Partido Demócrata (La Rete per il Partito Democratico) en 1996 antes de ser absorbidos por Los Demócratas de Romano Prodi en 1999. Un antiguo miembros de La Rete era Claudio Fava.